# Vechthoenders

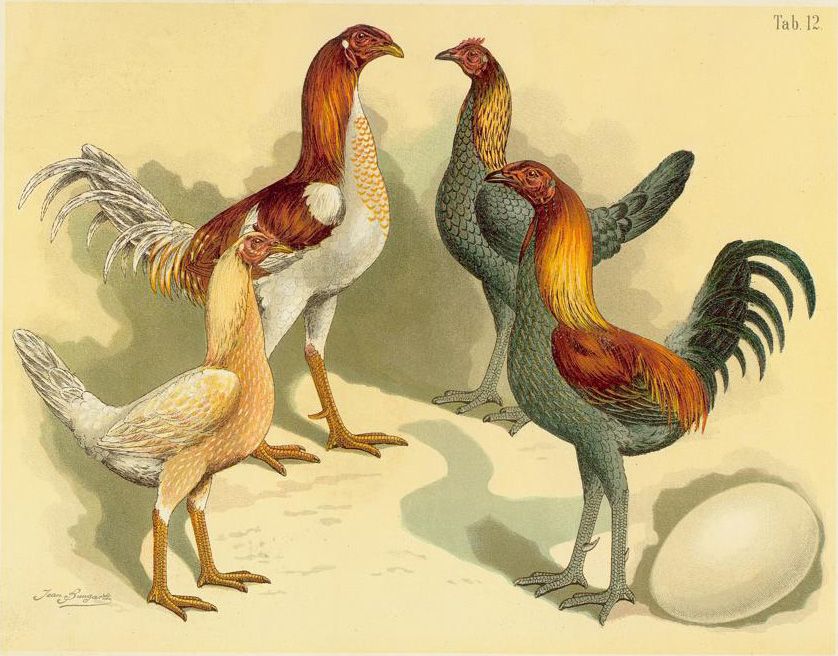
Engelse en Belgische vechthoenders (1885)

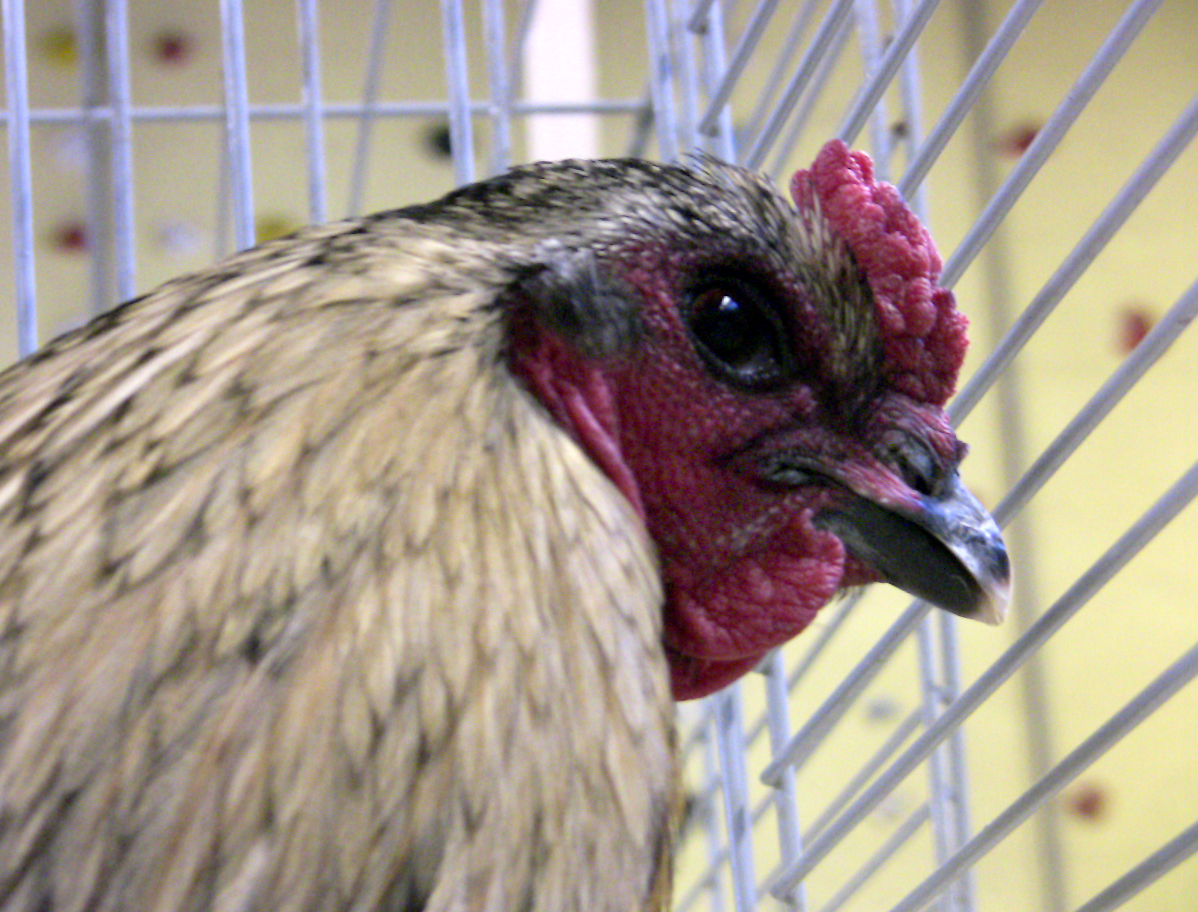
Kopstudie van een Brugse-vechtershaan

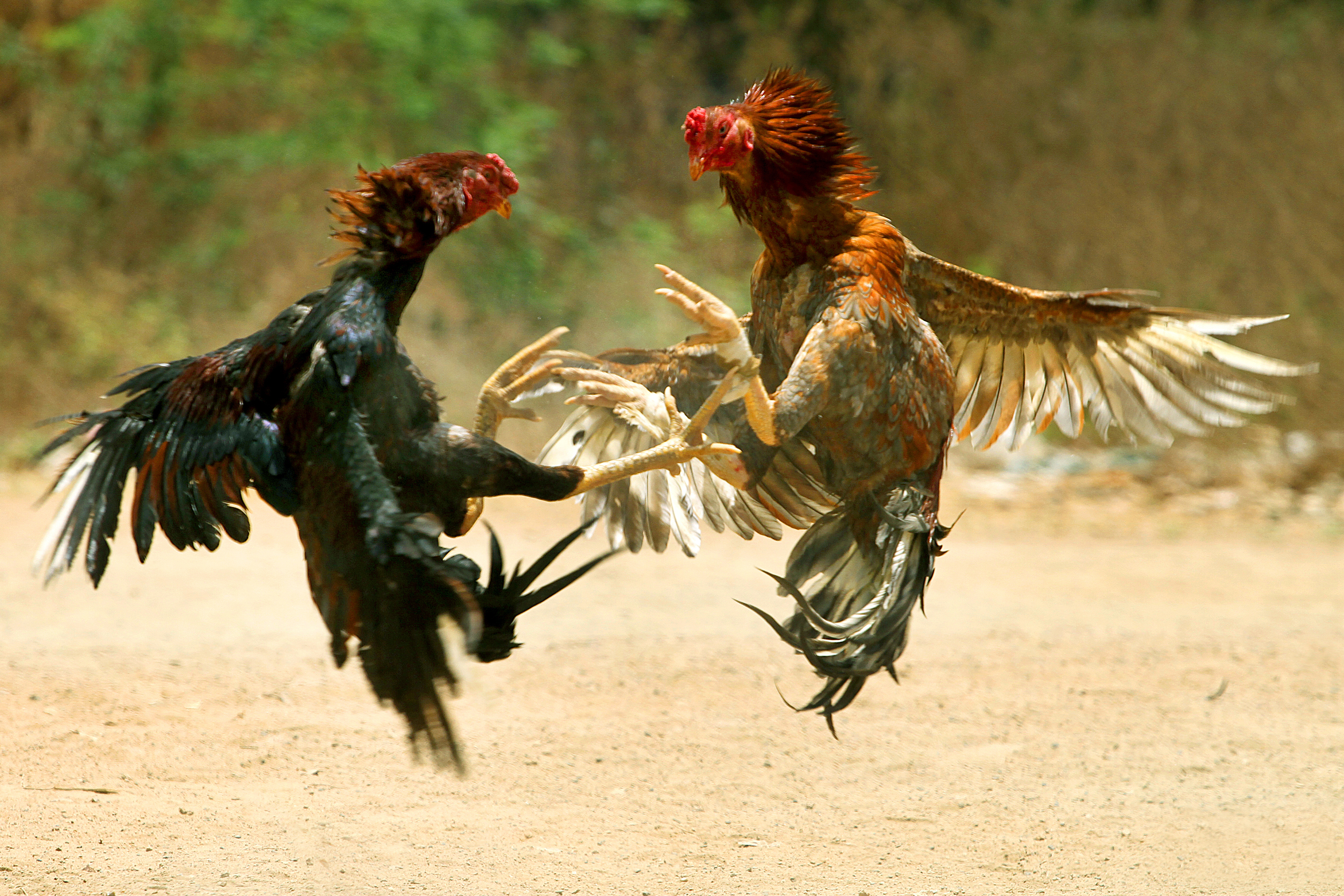
Hanen in gevecht

Vechthoenders zijn een groep van kippenrassen die oorspronkelijk voor hanengevechten gefokt zijn.

## Kenmerken
Hoewel de verschillende rassen in grootte en vorm verschillen, bestaan veel overeenkomstigheden bij de vechthoenderrassen. Deze kenmerken kunnen teruggeleid worden op hun voordelen bij het hanengevecht: een kleine kam, een korte en krachtige snavel, een dunne bevedering, een stabiele en brede stand en een goed ontwikkelde musculatuur.

## Lijst van vechthoenderrassen
- Aseel
- Brugse vechter
- Combattant du Nord
- Indisch vechthoen
- Luikse vechter
- Maleier
- Moderne Engelse vechter
- Oud-Engelse vechter
- Russische Orloff hoen - groot en kriel
- Satsumadori
- Shamo
- Sumatra
- Tiense vechter
- Tuzo
- Yakido